# Marmosedio
Marmosedio is een plaats (frazione) in de Italiaanse gemeente Fiamignano.